# 井之上隆志
井之上 隆志（いのうえ たかし、本名：同じ、1960年12月27日 - 2017年3月4日）は日本の男性俳優。宮崎県出身。妻は振付師の吉本由美。

## 略歴・人物
中村育二主宰の「劇団カクスコ」に1987年より創立メンバーとして参加、舞台を中心に活動していた。2002年の劇団解散後はテレビドラマや舞台で活動し、『渡る世間は鬼ばかり』（TBS）、『ドクターX〜外科医・大門未知子〜』『相棒』（テレビ朝日）など人気シリーズにも出演して、温厚な中年男性から冷徹な悪役に至るまで多様なキャラクターを巧みに演じる名脇役として活躍した。
特技はドラムで、角野卓造らと『渡る世間は鬼ばかり』の劇中で結成した「渡鬼おやじバンド」ではパーカッション担当してCDデビューも果たしている。
2015年12月にがんが判明し、入退院を繰り返しつつ仕事を継続していたが、2017年2月下旬に体調を崩して入院。3月4日午後6時30分、下喉頭がんのため東京都内の病院にて死去。2016年の舞台『雪まろげ』が最後の出演作品となった。56歳没。
急逝を受けて、2017年に放送された『渡る世間は鬼ばかり 3時間スペシャル』では、冒頭、おやじバンドのメンバーが急逝した設定となり、写真のみでの登場となった。
2024年5月に発売された六角精児バンド「ともだちのうた」に収録された『井之上さん』 (詞：春風亭昇太 曲：六角精児)は、井之上のことを思いながら作られた曲である。

## 出演

### 舞台
- 年中無休
- 空き室あり（カクスコvol.17、1995年）
- 烏賊ホテル
- 富士見町アパートメント・海へ
- 佐倉義民傳
- その鉄塔に男たちはいるという
- 六月燈の三姉妹
- 桜姫-現代版
- 赤坂大歌舞伎
- ザブザブ波止場
- 大江戸りびんぐでっど - 佐平次 役

など

### テレビドラマ
NHK
- 愛と友情のブギウギ（2005年3月-5月）
- 連続テレビ小説
  - 純情きらり（2006年）
  - ゲゲゲの女房（2010年） - 笹岡衛生軍医 役
- チャレンジド〜卒業〜（2011年3月25日） - 江藤の父 役

日本テレビ
- 火曜サスペンス劇場
  - 警部補 佃次郎第2作「黒髪の焦点」（1996年11月12日）- 原宿中央警察署・私服警察官　役
- せいぎのみかた（1997年4月-6月）
- 四つ葉神社ウラ稼業 失恋保険〜告らせ屋〜 第5話（2011年5月5日） - 編集長 役
- ミエルオンナ月子〜真夏の夜のコワーイ話〜（2011年8月26日） - 面接官 役
- Woman（2013年7月-9月） - 松谷高生 役

TBS
- 渡る世間は鬼ばかり 第9シリーズ第8話 - 2016年スペシャル（2008年5月22日 - 2016年9月19日） - 川上哲也 役
  - 2017年スペシャルのみ、写真との但し書きでクレジット
- 税務調査官・窓際太郎の事件簿5（2000年7月3日） - 桜田幸宏 役
- 警視庁三係・吉敷竹史シリーズ2（2006年1月16日） - 光岡 役
- 三代目のヨメ!（2008年1月-2月）
- LEADERS リーダーズ 後編（2014年3月23日）

フジテレビ
- 横溝正史シリーズ・悪魔が来りて笛を吹く（1996年10月25日）
- 3番テーブルの客 第21回（1997年3月10日）
- ラブジェネレーション（1997年10月-12月） - 営業部社員 役
- 世にも奇妙な物語 秋の特別編 (1997年)「自殺悲願」（1997年10月6日） - 広報車 役
- ブラザーズ（1998年4月-6月）
- 鬼の棲家（1999年1月-3月） - 贅水館の従業員 役
- 二千年の恋（2000年1月-3月）
- ほんとにあった怖い話 第18回「誰かが見ている」（2004年11月15日）
- ザ・ヒットパレード〜芸能界を変えた男・渡辺晋物語〜（2006年5月26日・27日）
- ひみつな奥さん（2006年11月17日） - 刑事 役
- 救命病棟24時 第4シリーズ Episode Final（2009年9月22日） - 廣田孝太郎 役
- 医療捜査官 財前一二三（2011年5月13日） - 田中敬三 役
- 僕とスターの99日（2011年10月-12月）
- ぼくの夏休み（2012年7月-8月） - 藤澤 役
- ドルチェ（2012年10月12日） - 店長 役
- 松本清張没後20年特別企画・疑惑（2012年11月9日）
- ドルチェ2（2013年11月15日）
- 松本清張ドラマスペシャル・死の発送（2014年5月30日）

テレビ朝日
- あぶない放課後（1999年4月-6月） - 峰元守 役
- 天才刑事・野呂盆六4（2009年7月18日） - 黄田門次郎 役
- ドクターX〜外科医・大門未知子〜（2012年10月-12月） - 目白健吾 役
- 相棒 season14 第1話「フランケンシュタインの告白」（2015年10月14日） - 梅津源平 役

テレビ東京
- 超光戦士シャンゼリオン 第10話（1996年6月5日） - 誘拐犯 役
- てのひらの闇（2001年2月14日） - 与田亮介 役
- 去りゆく日に（2009年2月25日） - ニセ不動産屋 役
- 不便な便利屋（2015年4月-6月） - 桂沢照男 役

WOWOW
- コールドケース 〜真実の扉〜（2016年10月-12月）

など

### テレビアニメ
- TEXHNOLYZE（2003年・フジテレビ）- 吉井一穂 役

### 映画
- 幻の光（1995年12月9日公開） - 運転手 役
- 金融腐蝕列島 呪縛（1999年9月18日公開） - 株主 役
- プラトニック・セックス（2001年10月20日公開） - キャバクラ「ヘブンズ」のマネージャー 役
- いらっしゃいませ、患者さま。（2005年6月4日公開） - ストリップ劇場の支配人 役
- 駆込み女と駆出し男（2015年5月16日公開） - 鼻山人 役
- 日本のいちばん長い日（2015年8月8日公開） - 梅津美治郎 陸軍大将 役
- 太陽の蓋（2016年7月16日公開）

### 吹き替え
- クィーン・コング - 警察署長 役
- とび★うおーず - バスドライバー 役